# Соколов, Илья Андреевич
Илья Андре́евич Соколо́в (1932—2006) — советский и российский учёный, доктор сельскохозяйственных наук, академик РАЕН.

## Биография
Родился 5 июля 1932 года в Москве. Отец — Андрей Васильевич, был учёным-почвоведом, агрохимиком мать — Валентина Ильинична, тоже занималась агрохимией. Детство Ильи прошло в городе Долгопрудный.
В 1949—1954 годах учился на факультете агрохимии и почвоведения Сельскохозяйственной академии им. К. А. Тимирязева. В дальнейшем большая часть жизнь И. А. Соколова прошла в Почвенном институте им. В. В. Докучаева (1954—1976, 1981—2006). В 1976—1981 годах Илья Андреевич работал на географическом факультете Московского университета на кафедре географии почв и геохимии ландшафтов.
В 1954—1976 годах он занимался исследованиями в Сибири и на Дальнем Востоке:
- в 1956—1958 годах — в Забайкалье под руководством Н. А. Ногиной;
- в 1959—1962 годах — на Камчатке;
- в 1964—1966 годах проводил исследования на Алданском нагорье;
- в 1967 году занимался картографированием сельскохозяйственных земель после сведения леса в Якутии;
- в 1968—1972 годах изучал труднодоступные и малоизученные территорий плато Путорана, Средне-Сибирского плоскогорья, Анабарского плато;
- в 1974—1976 годах совместно с В. О. Таргульяном, А. М. Ивлевым, Н. М. Костенковым, В. И. Росликовой, В. С. Столбовым и другими учёными изучал почвы Дальнего Востока.

В 1977—1990 годах занимался исследованием почвенного покрова СССР:
- в 1977 году совершил координационный маршрут по горным территориям Узбекистана для составления почвенной карты масштаба

1:2500000;
- в 1978 году провел исследования на Котуйском плато в Сибири;
- в 1979 году — на Полярном Урале;
- в 1980 году участвовал в исследовательском рейсе НИС «Каллисто», знакомится с почвами тропиков и со следами вулканической и гидротермальной деятельности;
- в 1981—1983 годах организовал экспедиции на территории северной половины Восточно-Европейской равнины;
- в 1982 году исследовал почвы на карбонатных породах Анабарского плоскогорья;
- в 1983 году картировал территорию Саяно-Шушенского заповедника;
- в 1984 году совершил экспедицию для уточнения почвенной карты Сахалина;
- в 1986 году изучаль почвы Оленекского плато Средней Сибири и Нижне-Колымского района Якутии;
- в 1987 году совершил ознакомительную поездку по стационарам ИГА СО РАН в Алтайском крае и на юге Западной Сибири.

В 1999 году И. С. Соколов перенес тяжелый инсульт с частичной парализацией, который исключил возможность участия в полевых работах.
Умер в 2009 году в Москве. В декабре 2012 года V-я Комиссия Общества Почвоведов им. В. В. Докучаева и Почвенный институт им. В. В. Докучаева Россельхозакадемии провели «Чтения памяти профессора Ильи Андреевича Соколова».
Всего за свою деятельность И. А. Соколов опубликовал более 230 работ, в том числе 5 монографий.

## Награды
- В 2000 году Илья Соколов был удостоен звания «Заслуженный деятель науки РФ».
- В 2001 году Российской академией наук ему была присуждена высшая награда ученого-почвоведа — Золотая медаль им. В. В. Докучаева.
- В 2004 году удостоен звания Почетного члена Докучаевского общества почвоведов.